# Everything About You
«Everything About You» es un sencillo de la banda estadounidense Ugly Kid Joe, perteneciente al EP de 1991 As Ugly As They Wanna Be y al LP de 1992 America's Least Wanted. La canción obtuvo popularidad luego de ser utilizada en la película Wayne's World de 1992. El vídeoclip de la canción fue dirigido por Thomas Mignone y presenta a la banda tocando en una playa de Isla Vista, California.

## Lista de canciones
Sencillo de 7"
1. «Everything about You» — 4:06
2. «Whiplash Liquor» — 3:40

CD maxisencillo
1. «Everything about You» (clean edit) — 4:06
2. «Whiplash Liquor» — 3:40
3. «Sin City» — 5:05
4. «Everything about You» (dirty version) — 4:14

## Posicionamiento
| Lista (1992)                               | Posición más alta |
| ------------------------------------------ | ----------------- |
| Holanda                                    | 5                 |
| Francia                                    | 25                |
| Alemania                                   | 11                |
| Irlanda                                    | 5                 |
| Noruega                                    | 5                 |
| Suecia                                     | 15                |
| Suiza                                      | 14                |
| Reino Unido                                | 3                 |
| Estados Unidos Billboard Hot 100           | 9                 |
| Estados Unidos Billboard Album Rock Tracks | 6                 |